# Шпілярі
Шпілярі (чорн. Špiljari/Шпиљари) — село (поселення) в Чорногорії, підпорядковане общині Котор. Християнське поселення з населенням 8 мешканців.

## Населення
Динаміка чисельності населення (станом на 2003 рік):
- 1948 → 5
- 1953 → 6
- 1961 → 9
- 1971 → 7
- 1981 → 8
- 1991 → 8
- 2003 → 8

Національний склад села (станом на 2003 рік):